# Bassens, Savoie
Bassens este o comună în departamentul Savoie din sud-estul Franței. În 2009 avea o populație de 3.709 de locuitori.

## Evoluția populației
| An        | 1975  | 1982  | 1990  | 1999  | 2006  | 2009  |
| --------- | ----- | ----- | ----- | ----- | ----- | ----- |
| Populație | 4.016 | 3.625 | 3.577 | 3.503 | 3.866 | 3.709 |